# زملول سوادي
زملول سوادي (الاسم العلمي: Exobasidium sawadae) هو نوع من الفطريات يتبع جنس الزملول من فصيلة الزملولية.